# Odontolochus basilewskyi
Odontolochus basilewskyi är en skalbaggsart som beskrevs av S. Endrödi 1957. Odontolochus basilewskyi ingår i släktet Odontolochus och familjen Aphodiidae. Inga underarter finns listade i Catalogue of Life.